# 伊丹あき
伊丹 あき（いたみ あき）は、日本の脚本家。日本映画学校（現・日本映画大学）7期卒業。同期には、映画監督の小沼雄一、脚本家の港岳彦、足立紳などがいる。徳島県徳島市出身。

## 主な作品

### 映画
- 『チャンス・コール』（1995年）
- 『Lie lie Lie』（脚色・1997年）

### テレビ
- 『jellyinthemerrygoround』（1998年）
- ANB『原宿ふりふら堂』（1999年）
- 『芸能女学館』（2000年）

### アニメ
- 『フルーツバスケット』（2001年）
- 『おじゃる丸』(2002年～)
- 『プラトニックチェーン』（2002年）
- 『あたしンち』（2002年）
- 『まっすぐにいこう。（第1期）』（2003年）
- 『まっすぐにいこう。（第2期）』（2004年）
- 『レジェンズ 甦る竜王伝説』（2004年）
- 『蟲師』（2005年）
- 『あらしのよるに 〜ひみつのともだち〜』（2012年）
- 『惡の華』（2013年、シリーズ構成）
- 『マンガ家さんとアシスタントさんと』（2014年、シリーズ構成）
- 『虹色デイズ』（2016年、シリーズ構成）
- 『ピアノの森』（2018年、シリーズ構成）
- 『からかい上手の高木さん2』（2019年）
- 『ましろのおと』（2021年）
- 『からかい上手の高木さん3』（2022年）
- 『UZUMAKI』（2024年、シリーズ構成）

### 劇場アニメ
- 『劇場版 からかい上手の高木さん』（2022年）

### OVA
- 『美少女生活』（2001年）
- 『アニメーション制作進行くろみちゃん2』（2003年）
- 『Hybrid Child』（2014年、シリーズ構成）